# Valkyrien
 For alternative betydninger, se Valkyrie (flertydig). (Se også artikler, som begynder med Valkyrie)
 Valkyrien (Die Walküre) (WWV 86B) er den anden af de fire operaer, der indgår i Der Ring des Nibelungen af Richard Wagner. Det mest kendte musikstykke fra Die Walküre er Valkyrieridtet.
Wagner fandt historien til operaen i den nordiske mytologi som den fortælles i sagaen om Vølsungerne og eddaen.
Værket fik premiere på Nationaltheater i München den 26. juni 1870 efter pres fra kong Ludwig 2. af Bayern. Det fik premiere i Wagners Bayreuther Festspielhaus som en del af den komplette cyklus den 14. august 1876. Operaen fik amerikansk premiere på Academy of Music i New York den 2. april 1877. Den danske premiere fandt sted på Det kongelige teater i 1891 med svenske Ellen Norgren-Gulbranson som Brünnhilde og Frederik Brun som Siegmund og fru Keller som Sieglinde.

## Roller
| Rolle        | Stemmetype   | Originalbesætning 26. juni 1870 (Dirigent: Franz Wüllner) | Besætning ved premieren på den komplette cyklus 14. august 1876 (Dirigent: Hans Richter) |
| Mennesker    | Mennesker    | Mennesker                                                 | Mennesker                                                                                |
| ------------ | ------------ | --------------------------------------------------------- | ---------------------------------------------------------------------------------------- |
| Siegmund     | Tenor        | Heinrich Vogl                                             | Albert Niemann                                                                           |
| Sieglinde    | Sopran       | Therese Vogl                                              | Josephine Schefsky                                                                       |
| Hunding      | Bas          | Kaspar Bausewein                                          | Josef Niering                                                                            |
| Guder        |              |                                                           |                                                                                          |
| Wotan        | Basbaryton   | August Kindermann                                         | Franz Betz                                                                               |
| Fricka       | Mezzosopran  | Anna Kaufmann                                             | Friederike Grün                                                                          |
| Valkyrier    |              |                                                           |                                                                                          |
| Brünnhilde   | Sopran       | Sophie Stehle                                             | Amalie Materna                                                                           |
| Gerhilde     | Sopran       | Karoline Lenoff                                           | Marie Haupt                                                                              |
| Ortlinde     | Sopran       | Henriette Müller                                          | Marie Lehmann                                                                            |
| Waltraute    | Mezzosopran  | Hemauer                                                   | Luise Jaide                                                                              |
| Schwertleite | Alt          | Emma Seehofer                                             | Johanna Jachmann-Wagner                                                                  |
| Helmwige     | Sopran       | Anna Possart-Deinet                                       | Lilli Lehmann                                                                            |
| Siegrune     | Mezzosopran  | Anna Eichheim                                             | Antonie Amann                                                                            |
| Grimgerde    | Mezzosopran  | Wilhelmine Ritter                                         | Hedwig Reicher-Kindermann                                                                |
| Rossweisse   | Mezzo-sopran | Juliane Tyroler                                           | Marie Lammert                                                                            |

## Synopsis[5]

### Introduktion
Selv om Wotan, den øverste af guderne, hersker over kæmper, mennesker og dværge i kraft af de aftaler, der er ristet på skaftet af hans spyd, har han selv brudt en sådan kontrakt – han lovede at give gudinden Freia til de to kæmper Fasolt og Fafner som betaling for at bygge borgen Valhalla. Men netop som bygningen var færdig, nægtede han at skille sig af med Freia, hvis æbler giver guderne evig ungdom.
Som erstatning blev det aftalt, at kæmperne fik nibelungen Alberichs guldskat. Alberich havde stjålet det magiske rhinguld fra de tre rhindøtre og havde af det smedet en ring, der giver dens indehaver magt over verden, hvis han vil afsværge kærligheden. Wotan var ikke parat til at give afkald på kærligheden, men ønskede dog ringens magt. Han røvede ringen fra Alberich, som forbandede den. Wotan måtte senere give ringen til kæmperne, men først efter at den alvise gudinde Erda, mor til de tre norner (der væver verdens skæbnetråd), havde advaret ham om gudernes forestående endeligt. Alberichs forbandelse fik øjeblikkelig virkning: Fafner dræbte Fasolt for at få ringen for sig selv, og Fafner tog hele skatten.
Ved hjælp af en "tarnhelm" (en magisk hovedbeklædning som Alberichs bror Mime havde smedet af guldet) har Fafner ændret sig til en uhyrlig drage, og i denne form vogter han skatten i en hule i en skov. Med hjælp fra de ni valkyrier, som er børn af Wotan og Erda og har Brünnhilde som leder, samler Wotan en hær af krigere i Valhalla, der skal forsvare ham mod Alberichs magt, hvis Nibelungen nogensinde skal genvinde ringen. Samtidig søger han for, at ringen falder i hænderne på en helt, der er vokset op uden guddommelig indgriben, og som ikke er bundet af nogen af de love, som han selv bindes af. Under navnet "Wälse" fik han med dødelig kvinde tvillingerne Siegmund og Sieglinde, som kom væk fra hinanden, mens de endnu var børn.

### Første akt
En voldsom storm raser. Siegmund, der er på flugt fra sine fjender, søger tilflugt i et hus, der er bygget op omkring stammen af en mægtig ask. Der bor Sieglinde, der er gift med den brutale Hunding. Sieglinde er ikke klar over, at den sårede og udmattede fremmede er hendes egen bror. Mens hun tager sig af ham, opstår der sympati mellem de to. Hunding vender tilbage og på trods af sin mistillid til den fremmede, tilbyder han ham nattely. Siegmund opgiver sit navn som Wehwalt (Weh er tysk for sorg eller smerte), søn af Wolfe, og efter nogen tøven fortæller han sin historie:
Han voksede op i skoven med sine forældre og sin tvillingesøster. Da han en dag kom hjem, fandt han, at omstrejfere havde brændt deres hytte, dræbt hans mor og bortført hans søster. Nogle år senere kom han bort fra sin far, så han var alene i verden. Siegmund søgte andres selskab, men blev altid afvist. Han er nu på flugt fra en klan, som han havde forsøgt at bortgifte en pige til en mand, hun ikke elskede; Siegmund har dræbt hendes brødre og mistede sine våben i flugten fra hendes familie. Hunding afslører nu, at han selv er en del af denne klan. Siegmund er beskyttet af gæstfrihedens love for natten, men næste morgen vil Hunding kæmpe med ham for at hævne sine myrdede frænder. Overladt til sig selv påkalder Siegmund sin far Wälse, som havde lovet, at han, når han har størst brug for det, vil finde et sværd.
Sieglinde kommer tilbage; hun har givet Hunding et sovemiddel. Hun fortæller, at en mystisk fremmed havde stødt et sværd ind i stammen af asketræet, da hendes bortførere forsøgte at gifte hende bort til Hunding. Ingen har kunnet trække det ud, men hun mener, at Siegmund er hendes frelser, og at han vil kunne gøre, hvad ingen anden har kunnet. Uden for husets dør ses skoven forvandlet af foråret, og kærligheden mellem de to bryder ud. Siegmund afslører, at han er søn af Wälse og trækker let sværdet ud og giver det navnet "Nothung" (af Not, tysk for behov eller nødvendighed). Sieglinde afslører, at hun er hans egen tvillingesøster. De omfavner hinanden lidenskabeligt.

### Anden akt
Næste morgen er Siegmund og Sieglinde flygtet fra Hunding op i bjergene. Wotan beordrer sin datter valkyrien Brünnhilde til at forberede sig til kamp for at hjælpe Siegmund med at dræbe Hunding i kamp. Fricka, Wotans hustru, nærmer sig nu. Som vogter af ægteskabet kræver hun Siegmunds død; han er skyldig i både utroskab og blodskam. Da Wotan nægter at prisgive sin "frie helt", blotlægger Fricka hans selvbedrag: Siegmund er på ingen måde uafhængig, da hans skæbne har været forudbestemt af Wotan, som endda har hjulpet helten med at finde det magiske sværd.
Wotan, som er gud for eder, er tvunget til at straffe Siegmund og lover nu Fricka at overlade Siegmund til hans skæbne: Han forbyder Brünnhilde at støtte Siegmund i kampen mod Hunding. Da Fricka er gået, udtrykker Wotan åbent sin fortvivlelse, og i en lang monolog forklarer han Brünnhilde historien om ringen og dens forbandelse. Da Brünnhilde viser sin modvilje mod at opgive Siegmund, bliver Wotan vred, beordrer hende til at adlyde og stormer ud. Brünnhilde trækker sig nedtrykt tilbage. Siegmund og Sieglinde kommer nu. Sieglinde, der er halvt afsindig af frygt, synker udmattet om og falder i søvn. Brünnhilde forudsiger Siegmunds nære død og hans modtagelse blandt heltene i Valhalla.
Men Siegmund nægter at følge hende ind i Valhalla, hvis Sieglinde ikke kan ledsage ham. Brünnhilde er dybt bevæget over, at en mand kan sætte kærligheden højere end det evige Valhallas salighed. Hun overvældes af medfølelse, da Siegmund i et anfald af fortvivlelse forbereder sig på at dræbe sin sovende søster. Brünnhilde hindrer ham i det og lover at støtte ham på trods af Wotans ordrer. Under kampen griber Wotan selv ind. Hans spyd splintrer det magiske sværd, og Siegmund dræbes af Hunding. Brünnhilde samler stumperne af sværdet op og fører hastigt Sieglinde i sikkerhed. Hunding falder død om på Wotans bud. Wotan følger Brünnhilde for at straffe hendes ulydighed.

### Tredje akt
Valkyrierne er samlet på en klippetop for at føre de faldne helte til Valhalla på deres flyvende heste. Brünnhilde ankommer med Sieglinde, der søger hjælp, men valkyrierne nægter at trodse Wotan. Brünnhilde profeterer, at Sieglinde vil føde den "ædleste helt i verden", Siegfried. Hun giver Sieglinde stumperne af sværdet og råder hende til at søge tilflugt i skoven mod øst, hvor Fafner vogter sin skat, og hvor Wotan ikke vil opsøge hende.
Brünnhilde kommer frem for at konfrontere sin far, der i raseri udmåler hendes straf: Hun bliver forvist fra Valhalla, frataget sin guddommelighed og skal ligge i dyb søvn på klippen og tilhøre den mand, der finder hende og vækker hende. De otte andre valkyrier går forfærdede bort. Brünnhilde forsøger at retfærdiggøre sin ulydighed. Hun ville hvad Wotan i virkeligheden også ville, det som Fricka havde tvunget ham til at opgive mod sin vilje. Hun beskriver, hvordan hun var bevæget af medlidenhed med Siegmund og hans kærlighed til Sieglinde, at hun ikke kunne nægte ham sin hjælp. Wotan vrede stilner af, og han opfylder Brünnhildes ønske om at blive vækket af en helt: Med et kys på hendes øjne sænker han hende i en dyb søvn og påkalder derefter ildguden Loge, som omgiver klippetoppen og den sovende kvinde med en magisk ring af ild, som kun kan gennemtrænges af en helt, der er "friere end en gud", og som ikke frygter Wotans spyd.

## Udvalgte uddrag
- Forspillet til første akt (stormmusikken)
- Siegmunds sang til foråret og duetten med Sieglinde (Winterstürme wichen dem Wonnemond) (første akt)
- Forspillet til anden akt
- Wotans monolog (anden akt)
- Brünnhildes Todesverkündigung (bekendtgørelse af Siegmunds død) (anden akt)
- Valkyrieridtet (forspil og første scene (Hojotoho! Heiaha!) til tredje akt)
- Brunnhildes bøn (War es so schmählich) (tredje akt)
- Wotans afsked (Leb' wohl) (tredje akt)
- Ildmusikken (tredje akt)

## Links
- Wagneroperas.com. En omfattende hjemmeside med produktionsfotos, libretti og lydfiler.
- Rilstone, Andrew (2004). "The Imperfect Wagnerite". Arkiveret 20. marts 2006 hos  Wayback Machine
- Uforkortet tysk libretto, der følger genudgivelsen fra 1971
- Schiavo, Paul (2003): "Saint Louis Symphony Concert Program Notes". Arkiveret 19. december 2005 hos  Wayback Machine (Program fra koncertopførelser den 14. og 15. november 2003 af Die Walküre.)
- Partitur for sangerne til Die Walküre
- Uforkortet opførelse af Valkyrieridtet af American Symphony Orchestra i 1921. (Fra: Internet Archives' Collection of Open Source Audio)
- Optagelse af "Hinweg! Hinweg!" med sopranen Lotte Lehmann fra San Francisco Opera i 1936